# Kunst im öffentlichen Raum in Olsberg
Kunst im öffentlichen Raum in Olsberg umfasst öffentlich zugängliche Plastiken, Skulpturen, Brunnen, Wandmalereien, Mosaike und Graffiti im Gebiet der Stadt Olsberg im Hochsauerlandkreis. Die nachstehende Liste von Kunstwerken im öffentlichen Raum ist nicht vollständig. Sie wird kontinuierlich ergänzt.

## Liste
| Bild           | Titel/Bezeichnung | Standort                                    | Künstler       | Entstehung | Anmerkungen |
| -------------- | ----------------- | ------------------------------------------- | -------------- | ---------- | --- |
| weitere Bilder | Feuereiche        | Elleringhausen Lage                         | Jürgen Suberg  |            | Die Schnitzereien auf dem rund 11 Meter hohen Eichenstamm sollen die menschliche Entwicklungsgeschichte im Zusammenhang mit der Nutzung von Holz und Feuer zeigen. Den Pfahl umschlingt ein Bronzeband, das in eine durch bunte Titanbleche dargestellte Flamme mündet. |
|                | Wendt-Denkmal     | Gevelinghausen, Schloss Gevelinghausen Lage | Boris Sprenger |            | Denkmal für Conrad Freiherr von Wendt. |
|                | Grimme-Statue     | Assinghausen, Brunnenweg 2 Lage             |                |            | Lebensgroße Bronzestatue des Dichters Friedrich Wilhelm Grimme vor dessen Geburtshaus. |